# オルカ (ゲーム会社)
オルカ（ORCA）は、かつて日本に存在した中堅のアーケードゲーム開発会社。本社は東京都新宿区西新宿のNSビル内にあった。倒産時の社長は戸津猛。関連子会社として「グリンビー商事」（品川区西五反田、社長・清本吉行＝後の東亜プラン初代社長）があった。

## 概要
1978年12月創業。オルカという名前の通り、シャチを象ったシンボルマークが目印だった。創業当初はジャンピュータやクレイジー・クライマー等のコピー基板を作っていた事が確認されている（シンボルマークの入った基板やオルカ名義のインストレーションカードが存在している）。また、子会社のグリンビー商事がセガの「ペンゴ」のデッドコピー基板である「ペンタ」を製造販売していたことで訴訟沙汰になったものの、後に和解している。
1981年7月に発売した「リバーパトロール」が代表作。当時は風営法の影響がなく、駄菓子屋の店頭などの極小ロケーションでの展開を行っていた。
1983年6月20日、2度目の不渡を起こし倒産。会社整理中に固定画面のアクションゲーム「ホッパーロボ」（セガ販売）、「バスター」（後に藤興産が「セサミジャパン」ブランドで販売）を出したのを最後に解散した。会社自体は1980年代に数多く存在した中堅メーカーのひとつに過ぎなかったが、元スタッフが後に東亜プランやホワイトボード（後のサントス）こみにけーと（後のヒューマン）を設立するなど、その後の日本のゲーム業界の発展を支えていくことになった。
オルカの作品のいくつかはセガのSC-3000などに移植されている。

## ゲーム作品（代表作）

### アーケード
- 1981年
  - 7月 - リバーパトロール
  - 10月 - パーカッサー
- 1982年
  - 5月 - ザ・バウンティ
  - 6月 - ルーパー
  - 7月 - スプリンガー、ファンキービー
  - 10月 - マリンボーイ
- 1983年
  - 3月 - ネットウォーズ、ビッグニュートン
  - 4月 - スーパークラッシュ
  - 6月 - イスパイアル（THUNDERBOLT名義、GGI/TAITO販売）
  - 7月 - スカイランサー（ESCO販売）、ゾディアック（ESCO販売）
  - 9月 - ホッパーロボ（セガ販売）
  - 12月 - バスター（セサミジャパン名義、藤興産販売）

## 同社による海賊版
- 1980年 - ムーンクレスタ、フェニックス、ジャンピューター、クレイジー・クライマー
- 1981年 - クレイジーコング（ファルコン版クレイジーコングPART IIのデッドコピー）、ミズ・パックマン